# Kąty (powiat leszczyński)
Kąty – wieś w Polsce położona w województwie wielkopolskim, w powiecie leszczyńskim, w gminie Osieczna.
W okresie Wielkiego Księstwa Poznańskiego (1815-1848) miejscowość wzmiankowana jako Kąty należała do wsi mniejszych w ówczesnym pruskim powiecie Kosten rejencji poznańskiej. Kąty należały do okręgu krzywińskiego tego powiatu i stanowiły część prywatnego majątku Czerwona Wieś, którego właścicielem był wówczas (1846) Stanisław Chłapowski. Według spisu urzędowego z 1837 roku Kąty liczyły 91 mieszkańców, którzy zamieszkiwali 12 dymów (domostw).
W latach 1975–1998 miejscowość należała administracyjnie do województwa leszczyńskiego.